# ایس‌برکر کلاس اتل
ایس‌برکر کلاس اتل (به انگلیسی: Atle-class icebreaker) یک کلاس از کشتی است که طول آن ۱۰۴٫۶ متر (۳۴۳ فوت ۲ اینچ) می‌باشد.